# Pyrrhorachis augustata
Pyrrhorachis augustata là một loài bướm đêm trong họ Geometridae.